# Lise Vidal
Lise Vidal (* 24. November 1977 in Marseille; † 2. Juli 2021 in Saint-Clément-des-Baleines) war eine französische Windsurferin.

## Werdegang
Lise Vidal gehörte zwischen 1999 und 2007 dem französischen Segelteam an. Bei den Olympischen Spielen 2000 in Sydney wurde sie in der Windsurf-Regatta Neunte.
Zudem konnte Vidal zwei Europameistertitel und einen 3. Platz bei der Mistral OD Weltmeisterschaft 1999 verbuchen.
Nach ihrer aktiven Karriere war sie beim französischen Segelverband als technische Managerin und Trainerin des Perspektivkaders für die Olympischen Spiele 2024 in Paris aktiv. 
Am 2. Juli 2021 starb Vidal nach einer Gehirnblutung  im Alter von 43 Jahren.